# Magyar Péter (politikus)
Magyar Péter (Budapest, 1981. március 16. –) magyar politikus, európai parlamenti képviselő, jogász, diplomata. A Talpra Magyarok Közösségének vezetője, a Tisztelet és Szabadság (Tisza) Párt elnöke. 
Magyar Péter Varga Judit volt igazságügyi miniszter exférjeként 2024 februárjában keltett országos figyelmet. Novák Katalin kegyelmezési ügyének hatására nyilvánosan bejelentette, lemond minden kormányzati tisztségéről, miután mély elégedetlenségét fejezte ki a Fidesz kormányzásával kapcsolatban.
2024. március 15-én jelentette be pártalapítási szándékát, politikai alternatívát kínálva a szerinte mesterségesen megosztott társadalomnak, mindazoknak, akik a parlamenti ellenzékből és a kormánypártokból is kiábrándultak. Átvette a korábban ismeretlen TISZA Pártot, és elindult a 2024-es európai parlamenti választáson. Pártja a Fidesz mögött a második helyen végzett, közel 30%-ot szerzett. A 2026-os országgyűlési választásokon az előrejelzések szerint Orbán Viktor miniszterelnök fő kihívója. A 2025-ös Befolyás-barométer szerint ő Magyarország 16. legbefolyásosabb személye.

## Pályafutása
Tanulmányait Budapesten és az Erasmus-program keretében Berlinben, a Humboldt Egyetemen végezte, diplomáját a Pázmány Péter Katolikus Egyetem jogi karán szerezte 2004-ben. Szakmai pályáját a Fővárosi Bíróságon kezdte, majd jogi szakvizsgái letétele után nemzetközi ügyvédi területen helyezkedett el. Társasági, kereskedelmi és versenyjogi területen segítette multinacionális vállalatok magyarországi beruházásait.
Ügyvédjelöltként részt vett a 2006-os utcai tüntetések rendőri áldozatainak ingyenes jogi képviseletében és segítésében.
A 2006. október 23-i utcai összecsapásokhoz vezető eseményeket követően a rendőrség zárlat alá vette a Kossuth teret. Az év decemberétől kezdve a térre Magyar Péter és Gulyás Gergely minden péntekre demonstrációt jelentettek be, amelyet a rendőrség rendszerint visszautasított. A patthelyzet azzal ért véget, hogy 2007 februárjában fideszes politikusok lebontották a kordont. A rendőrség évekkel később határozatban ismerte el, hogy a lezárás aránytalanul korlátozta a gyülekezési szabadságot.
2007-ben Magyar Péter a 2006 őszi rendőri erőszak sérülést szenvedett áldozatainak megsegítésére alapított Ne féljetek! Alapítvány titkára és kuratóriumi tagja volt, rokonai (Erőss Pál, Mádl Dalma), valamint többek között Fábry Sándor, Morvai Krisztina és Schmidt Mária társaságában.
2009-ben feleségével Brüsszelbe költöztek, mivel Varga Judit Áder János akkori EP-képviselő egyik politikai tanácsadója lett. Magyar Péter 2010-től a Külgazdasági és Külügyminisztérium munkatársaként folytatta pályafutását. 2011-ben a magyar uniós elnökség során szakdiplomataként csatlakozott Magyarország Európai Unió melletti Állandó Képviseletéhez. Feladata többek közt a magyar kormányzati érdekek érvényesítése volt az uniós jogalkotás során, elsősorban a közlekedés- és energiapolitika, valamint a társasági és versenyjog területén. 2015-től a Miniszterelnökség csoportvezető diplomatájaként a magyar kormány és az Európai Parlament közötti kapcsolattartásért felelt, egyebek mellett jogi, pénz- és tőkepiaci, költségvetési, kereskedelmi és fejlesztéspolitikai ügyekben.
2018 szeptemberétől a Magyar Fejlesztési Bank EU-s Jogi Igazgatóságát vezette.
2019. június 8-tól 2022 februárjáig a Diákhitel Központ vezérigazgatója volt. 
2022. június 27-től a Európa Agrár- és Élelmiszeripari Magántőkealap által tulajdonolt Good Farming Kft. ügyvezetője. A pénzügyi alapot eredetileg az állami tulajdonban lévő Exim Bank és a magyar állam hozta létre és finanszírozta 2021-től azzal a céllal, hogy a magyar élelmiszeripar számára külföldön termőföldet vásároljanak. Az ügy kapcsán kirobbant botrányban több szlovákiai politikus, köztük Robert Fico is tiltakozott, ennek hatására Szijjártó Péter bejelentette a határozat visszavonását. A cég a továbbiakban vagyonkezelőként működött.
2022 augusztusában a Magyar Közút Nonprofit Zrt. igazgatósági tagja lett. 2023 áprilisában bekerült a Volánbusz Lázár János által felfrissített igazgatóságába.
2024. február 10-én, Novák Katalin köztársasági elnök lemondása és Magyar volt feleségének, Varga Juditnak a közélettől való visszavonulása nyomán Magyar Péter nagy visszhangot keltő nyilatkozatban mondott le minden állami tisztségéről, állami vállalatoknál betöltött posztjairól, tiltakozásul Novák Katalin kegyelmezési ügyének kormányzati kezelése, elsősorban Rogán Antal miniszter tevékenysége miatt:

„Egy percig sem akarok olyan rendszer részese lenni, amelyben az igazi felelősök nők szoknyája mögé bújnak, ahol Tónik, Ádámok és Barbarák vígan röhöghetnek a markukba, miközben gondolkodás nélkül feláldozzák azokat, akik ellentétben velük, soha nem a saját anyagi érdekeikért, hanem a hazájuk érdekében és a honfitársaikért dolgoztak.”

### Konfliktusok
Magyar Péter és volt felesége személyével az elmúlt évek során számos kisebb-nagyobb ügyben foglalkozott a sajtó. 2021-ben a házaspár a XII. kerületben vásárolt összesen 200 millió forintért ingatlanokat. Vargáék a vételárból sajtóértesülések szerint mindössze 8 millió forintot fizettek ki, a fennmaradó 192 millió forintot bankhitelből fedezték.
2021-ben derült ki, hogy a pár családi otthonteremtési kedvezményt kapott még 2017-ben a balatonhenyei házukra. A Családi Otthonteremtési Kedvezmény (CSOK) szabályai szerint azonban az nem járt volna olyan ingatlanra, amelyben nem életvitelszerűen lakik a kedvezményezett és családja. Varga Judit 2023 elején kamatostul visszafizette a felvett összeget.
Ugyancsak 2021-ben felröppentek a hírek a házaspár válásáról, amit ők közös nyilatkozatban cáfoltak. Válásukra végül csak 2023-ban került sor, sajtóértesülések szerint azért, mert kormányközeli körök kérték tőlük, hogy halasszák el válásukat a 2022-es választás utánra. A 2024-es EP választást követő napon Magyar konfliktusba keveredett az ATV-vel, miután az aznapi Egyenes beszéd című műsorban a műsorvezető Rónai Egon szembesítette Magyart azon előző napi, a csatorna szerint valótlan állításával, miszerint az ATV-be nem hívták meg március 27. és május 3. között, holott erre az elmúlt hónapokban többször is volt példa az ATV dokumentumai szerint. Magyar erre nem reagált, hanem megkérdezte a műsorvezetőt, hogy ha már behívták, szeretne-e a választási eredménnyel, vagy a politikával kapcsolatos kérdést feltenni neki, s mivel Rónai nem kérdezett a témában, így Magyar elköszönt és kisétált a stúdióból. Az esetre ezután Magyar, az ATV és egyéb közszereplők is különböző módon reagáltak, ki Magyart, ki a csatornát kritizálva. 
Magyar később egy Facebook-posztban közzétette, hogy az ATV munkatársai közül ki milyen vallási felekezethez tartozik (a lista nem minden esetben fedte a valóságot.) Bár a listán nevek nem szerepeltek, a személyeket mégis könnyű volt beazonosítani az ATV-nél betöltött munkakörük alapján. Az ügyben a közérdekű bejelentéseiről és feljelentéseiről ismert Tényi István, volt Fidesz-tag tett rendőrségi feljelentést, valamint bejelentést a NAIH-nál. A feljelentést az ügyészség bűncselekmény hiányában elutasította, a NAIH pedig elmarasztalta Magyart és az érintett poszt törlésére kötelezte. Magyar később egy Facebook-posztban elnézést kért minden érintettől.
Ez idő tájt az ATV tévécsatornát Magyar Péter rendszerint fideszes médiatermékként azonosította a saját szociális média felületein, mondván, az ATV Csoport rengeteg szállal kötődik a NER-hez és az Orbán-kormányhoz és csak elbábozzák az ellenzéki tévét. 
Az ATV és Magyar viszonya csak augusztus közepére normalizálódott, ekkor fogadta el Magyar az ATV meghívását ismét az Egyenes Beszéd c. műsorba. A műsort ezúttal Szöllősi Györgyi vezette és nem esett szó a konfliktusról.

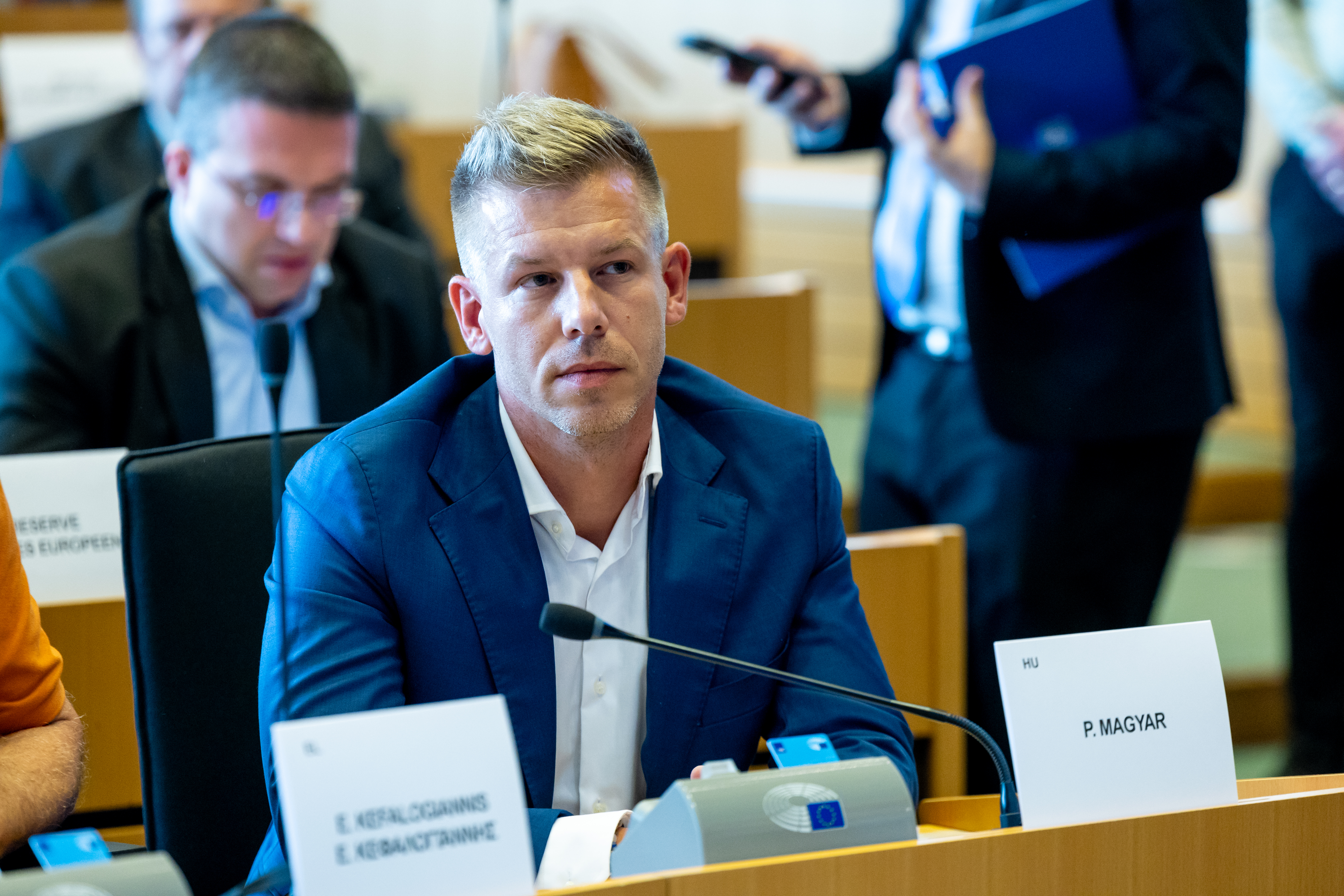
Magyar az Európai Parlamentben

2024. június 21-én, péntek hajnalban Budapest egyik központi szórakozóhelyén dulakodásba keveredett. A botrányról több videofelvétel járta körbe a médiát. A rendőrségi nyomozás jelenleg is tart. A következő hétfőn, 24-én vette át az európai parlamenti képviselői megbízólevelet, ami alapján már bizonyos fokú képviselői mentelmi jog illeti meg.

### Erőszakvád és rendőri jelentés
2024-es közéleti megjelenése után kormányközeli lapok és közszereplők családon belüli erőszakkal vádolták meg Magyar Pétert. Bayer Zsolt állítása szerint „mi itt, a Fideszben, nagyjából tíz éve tudjuk, miképpen bánik a feleségével”. Kiszivárgott egy 2020. decemberi rendőri jelentés, amely szerint Magyar Péter inzultálta akkori feleségét és a kiérkező rendőröket. 
A jelentés kapcsán közéleti vita bontakozott ki a szivárogtatás szándékosságáról, a forrás hitelességéről, illetve arról, hogy az ügy részletei a nyilvánosságra tartoznak-e.
Miután Dezső András, a HVG munkatársa telefonon kereste meg, Magyar Péter nyilvánosan támadta és propagandistának nevezte az újságírót.A HVG ezután korlátozta az ügy részleteinek publikálását. Ennek hatására Dezső András és több kollégája távozott a laptól. Az újságíró melletti tömeges kiállás nyomán Magyar Péter azt mondta: „lehet, hogy túlzás volt így nevezni őt”.
Antoni Rita nőjogi aktivista kiállt Varga Judit mellett, és elzárkózott Magyar Péter mentegetésétől az ügyben. Véleménye szerint a kormány felelőssége, hogy Varga Judit bántalmazásról szóló állításainak a közvélemény nem ad hitelt vagy relativizálja azokat.
A vádakat részben megerősítette Varga Judit a Hajdú Péternek adott interjújában. Miniszteri lemondása után ez volt az első nyilvános szereplése. Az interjút többen kritizálták, annak vélt politikai motivációja miatt, és mert a felmerülő nőjogi és politikai kérdéseket – amelyek a köz szempontjából leginkább relevánsak – mellőzte. Török Gábor politikai elemző az interjút „Mónika Show”-nak nevezte. Hajdú Péter az interjú után azt mondta: „Sajnálom, hogy a magánéletéből szappanopera lett.”
Magyar Péter a vádakat határozottan tagadta és azt állította, valójában Varga Judit bántalmazta őt fizikailag.
A kormányhoz köthető média részletesen beszámolt az ügyről. A források alapján ennek ellenére 2020 óta nem indult eljárás annak kivizsgálására, hogy a hivatalban lévő igazságügy-miniszter háztartásában hogy történhetett erőszak büntetőjogi és politikai következmények nélkül.

### A politikában

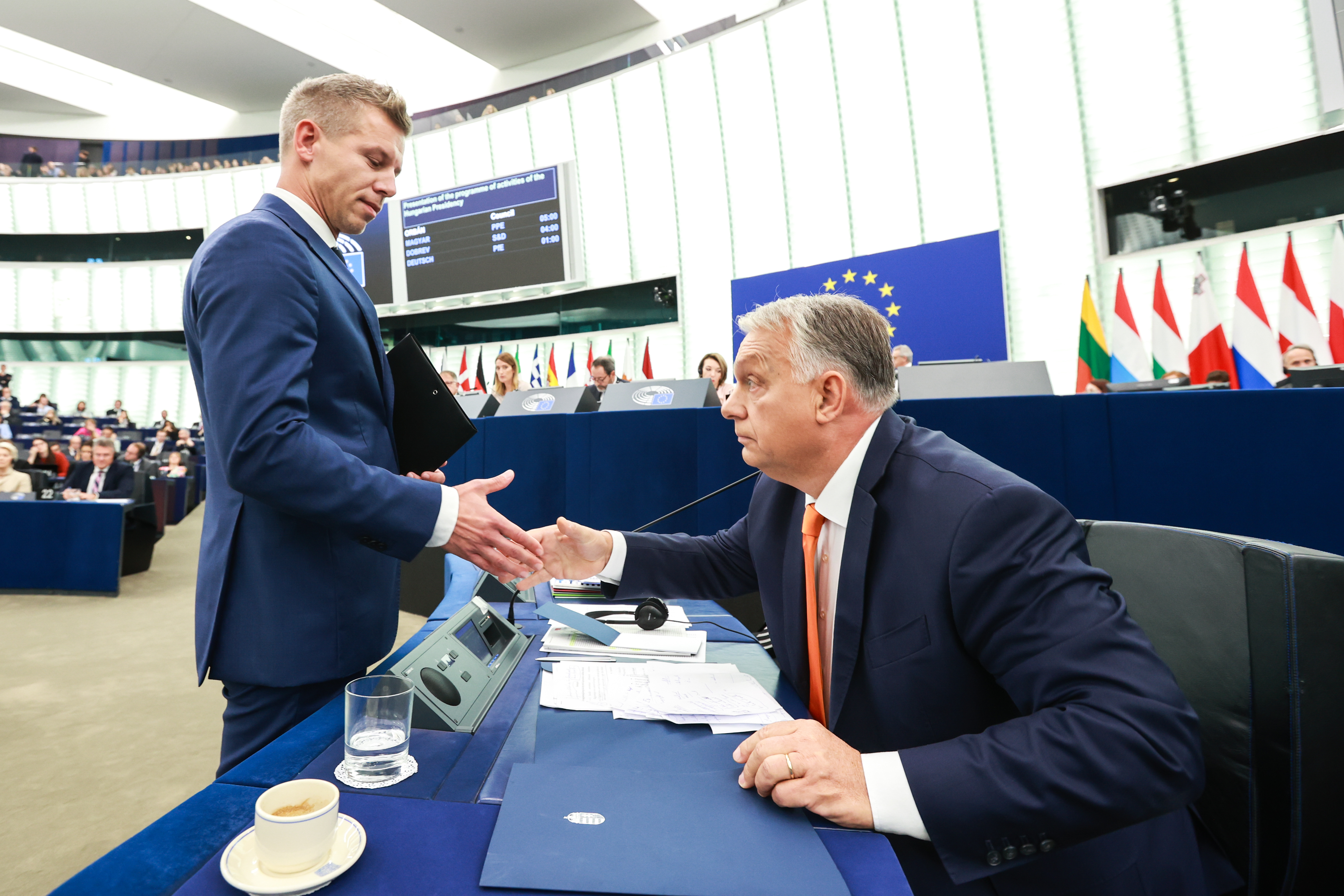
Orbán Viktorral az Európai Parlamentben

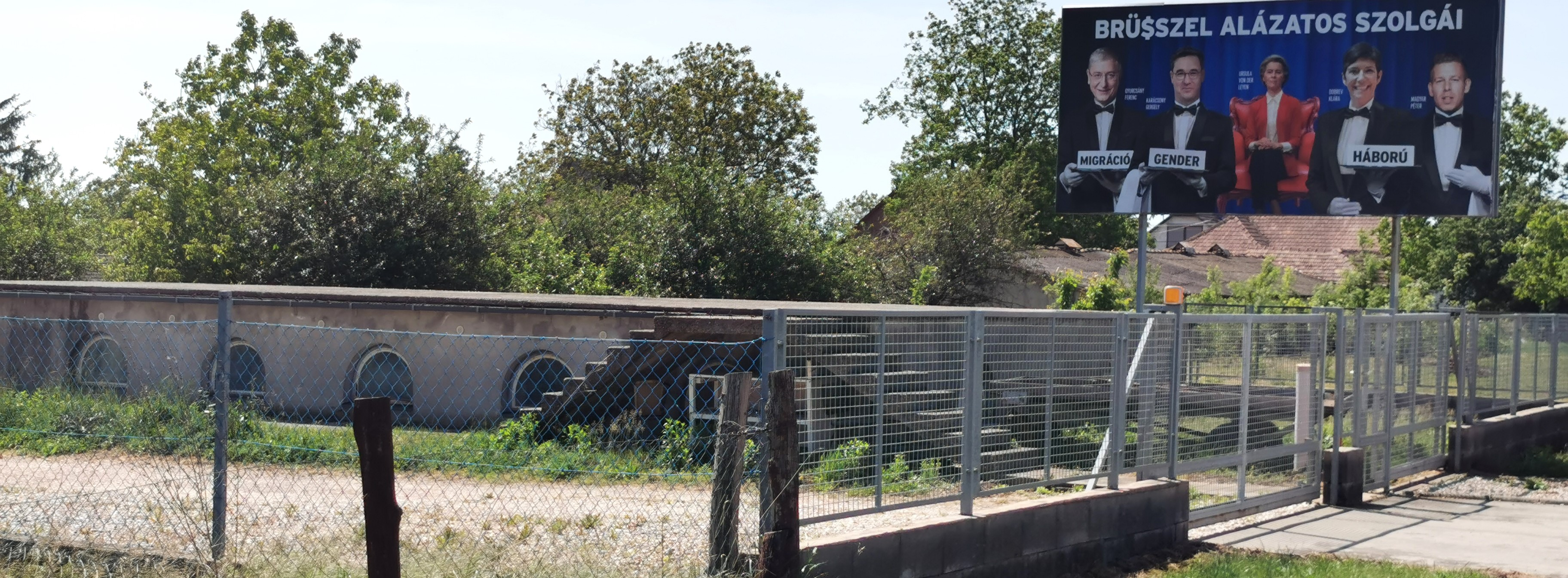
A FIDESZ már 2024 áprilisában kampányolt ellene is

2024 februárjában Magyar Péter neve a bicskei pedofil-botrányban érintett Kónya Endre kegyelmi ügye kapcsán merült fel ismét. Varga Judit volt igazságügyi miniszter exférje ugyanis nem várt mellékszereplőjévé vált az elnöki kegyelembe belebukó Novák Katalin lemondásának. Magyar Péter ugyanis nem sokkal Novák Katalin, majd Varga Judit lemondása után maga is lemondott az állami illetőségű vállalatokban meglévő pozícióiról, valamint éles bírálatokat fogalmazott meg a kormány egyes tagjaival szemben. A bírálatai során kiemelten utalt Rogán Antal miniszter személyére is, aki állításai szerint nagymértékben felelős a magyar jogállamiság leépüléséért. Emellett Magyar Péter számos kormányellenes kritikát fogalmazott meg a Partizán YouTube-csatorna műsorában, ahol személyes tapasztalatok és élmények alapján számolt be a rezsimmel kapcsolatos aggályairól és súlyos visszaélésekről. A videót egy nap alatt egymillióan látták.
Március 15-én hirdetett zászlóbontást új politikai mozgalma, a Talpra, Magyarok! Közösségének az Andrássy útra, ahol többek között a NER által mesterségesen megosztott társadalomról, a valójában vagyoni hasznot leső, teljes mértékben a kormány által irányított ellenzéki pártokról, valamint az országvagyon jelentős részének fideszes alapítványokba való kiszervezéséről beszélt. Magyar bejelentette, hogy új, megkerülhetetlen és megvásárolhatatlan politikai erőt hoz létre, melynek 12 pontos programját felolvasta. A 2024. március 13-án még meg sem alakult párt népszerűségét már 13%-ra, március 16-án már 20% fölé mérték. A zászlóbontáson előzetes mérések alapján több mint ötvenezren vettek részt.
2024. április 6-ára tüntetést hívott össze a Kossuth térre, ahol több százezer demonstráló előtt jelentette be, hogy már biztosan elindulnak a június 9-i EP-választáson. Beszédében hangoztatta, hogy az általa vezetett politikai erőnek kiemelt feladata lesz a romák valódi integrációja, egy új oktatási minisztériumot ígért, és a Klik feloszlatását is célul tűzte ki.
2024. április 10-én bejelentette, hogy a Tisztelet és Szabadság Párt (röviden TISZA Párt) színeiben indul a 2024-es európai parlamenti választáson. A választáson a Fidesz–KDNP után a második legtöbb EP-képviselői mandátumot szerezték meg: 29,53%-kal 7 mandátumot.

2024. július 22-én Magyar Pétert a Tisztelet és Szabadság Párt elnökévé választották, az addigi elnök, Szabó Attila tiszteletbeli, alapító elnök lett.

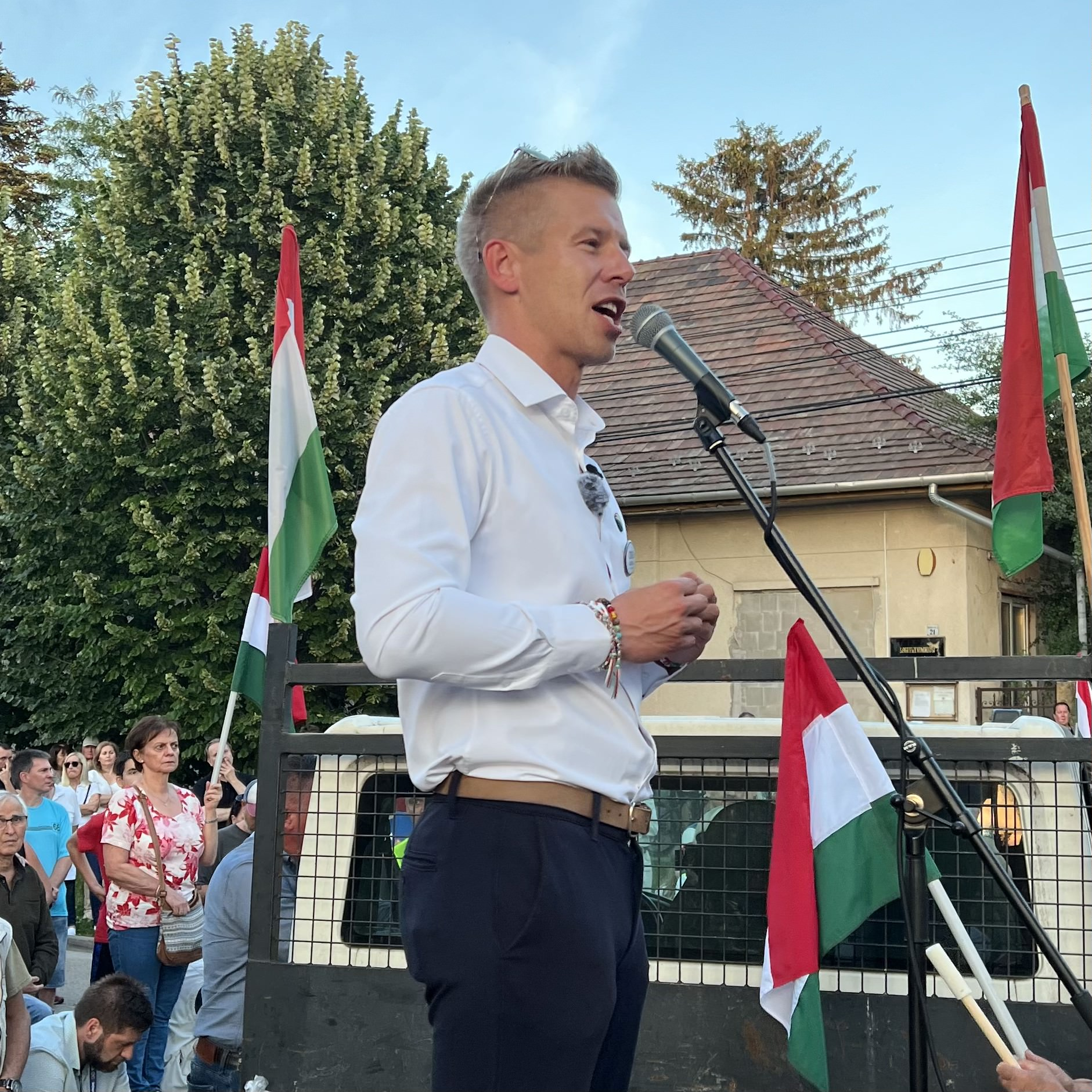
Szigetszentmiklóson
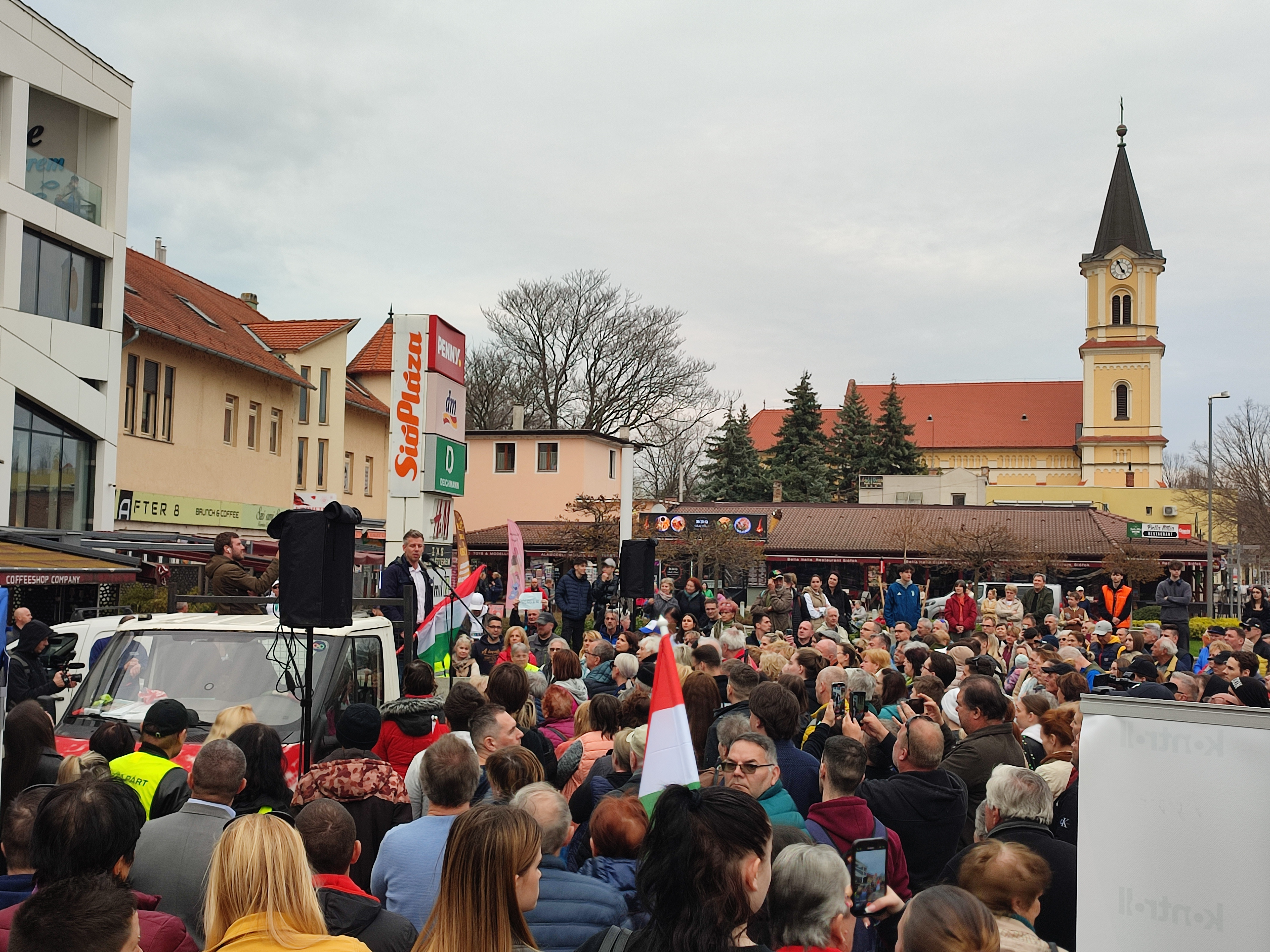
Siófokon
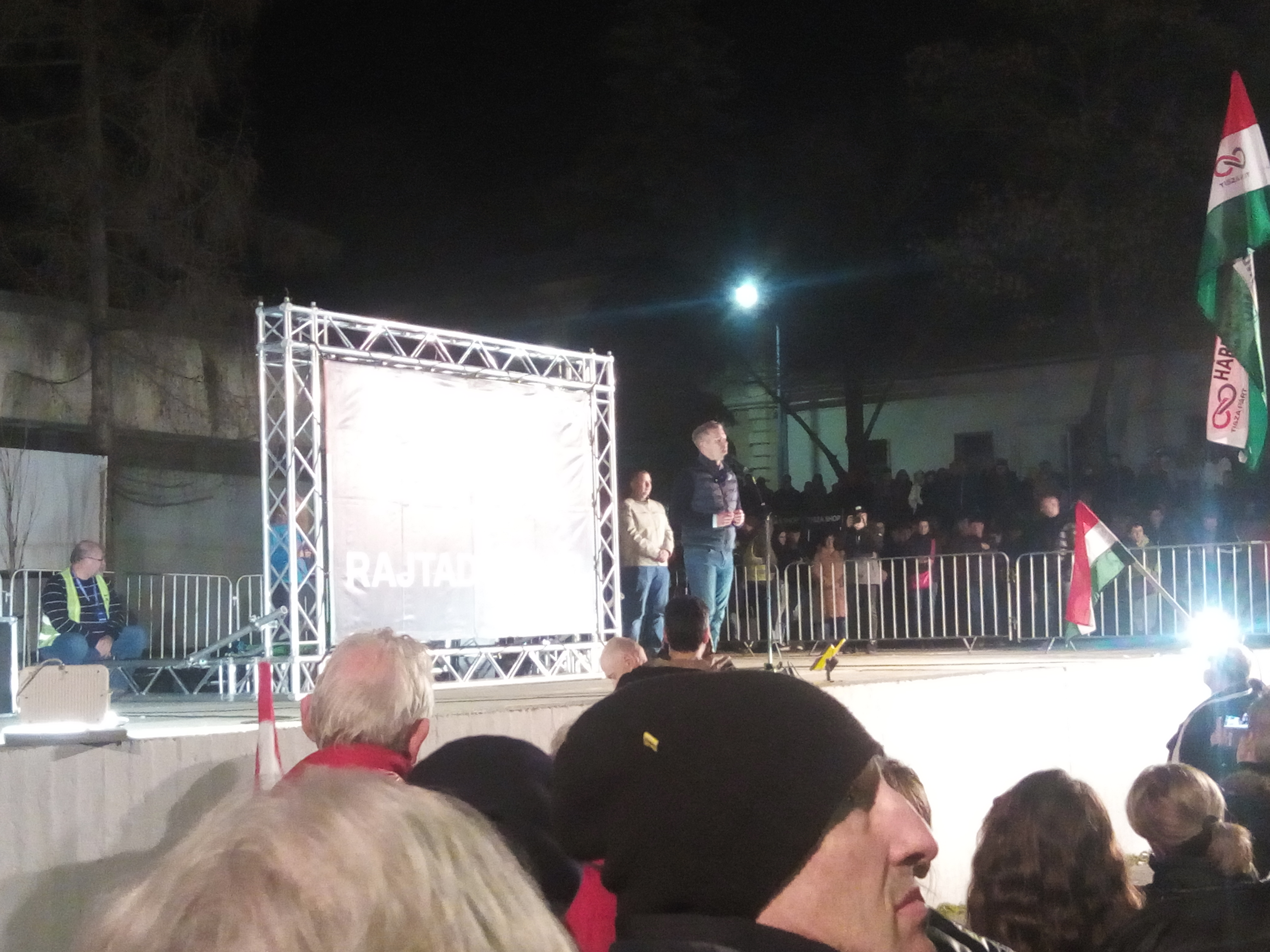
Szentesen Ruszin-Szendi Romulusszal
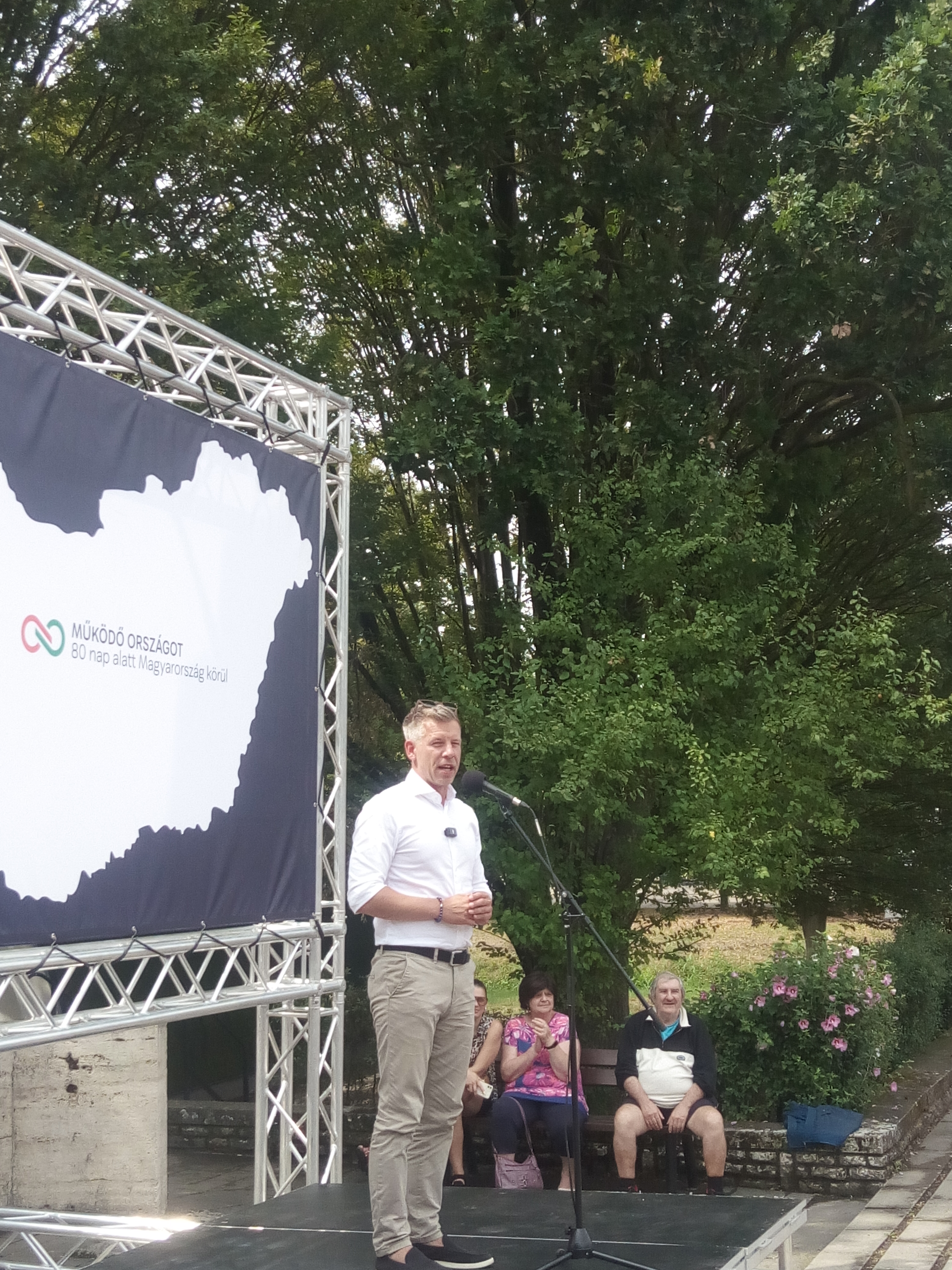
Battonyán
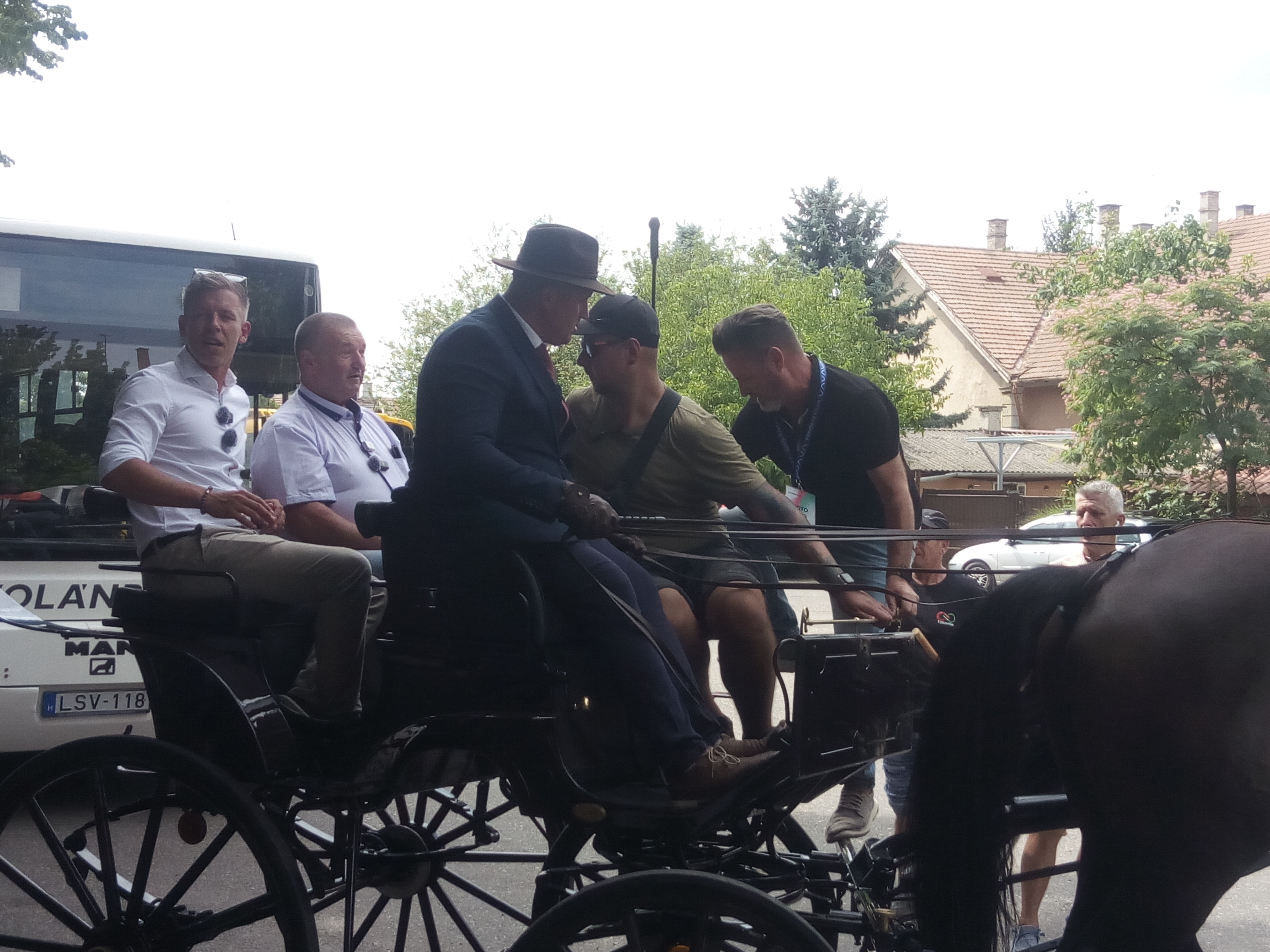
A mezőhegyesi vasútállomás előtt

#### Demonstrációi

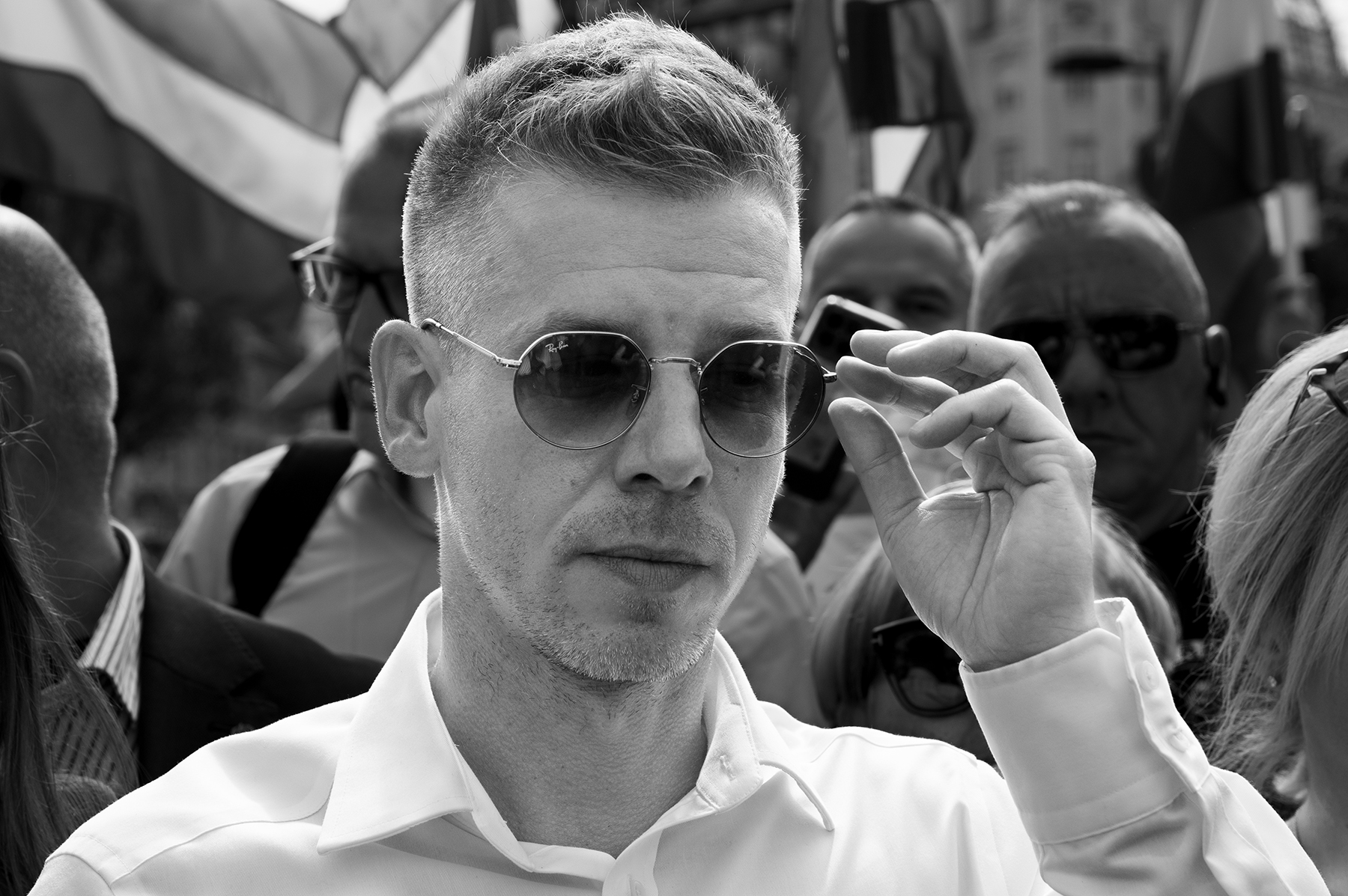
A 2024. április 6-i tüntetésén

Magyar Péternek több nagy demonstrációja volt,amin nem csak ő volt az egyetlen felszólaló.
A legelső demonstrációja 2024. március 15-én 3 órára lett megrendezve az Andrássy úton, ahol Nagy Ervin is felszólalt. Itt még nem jelentette be tényként, hogy pártot alapít.
A második demonstrációját 2024. április 6-án 3 órakor kezdte a Kossuth Lajos téren, ahol Magyar Péter állítása szerint 250-300 ezren voltak, de a kormányközeli hírportálok szerint csak 25-30 ezer embert volt ott a demonstráción. A rendezvényen Tarr Zoltán is felszólalt, akit másnap kirúgtak a munkahelyéről.
A harmadik demonstrációját 2024. június 8-án 2 órakor rendezte meg, mint kampányzáró demonstráció. Az eseményt a Hősök terén rendezte meg. A demonstráción elmondta, hogy június 9. sorsdöntő nap lesz, ami hosszú időre meghatározza a magyarok sorsát. Magyar Péter állítása szerint több százezren voltak kint a rendezvényen, de a kormányközeli sajtó erről úgy számolt be, hogy „kevesebben voltak, mint a Kossuth téren”.

## Családja
Édesanyja, Erőss Mónika korábban a Kúria főtitkára volt, 2020 áprilisában pedig az Országos Bírósági Hivatal elnökhelyettese lett. Anyai nagyanyja Mádl Teréz, Mádl Ferenc (1931–2011) köztársasági elnök testvére. Anyai nagyapja Erőss Pál (1934–2021), a Legfelsőbb Bíróság egykori bírája volt, aki a rendszerváltás előtti Magyar Televízió Jogi esetek című műsorának közkedvelt jogász szakértőjeként vált országszerte ismertté. Édesapja, Magyar István szombathelyi származású ügyvéd. Öccse Magyar Márton.

2006-ban vette feleségül Varga Juditot, a negyedik és ötödik Orbán-kormány későbbi igazságügy-miniszterét. Három gyermekük született: Levente (2009), Lóránt (2013) és Miklós (2015). 2023-ban elváltak. Válását követően 2023-ban jött össze Vogel Evelinnel, akivel kapcsolata 2024 nyaráig tartott. 2024-ben megismerkedett Szabó Ilonával, aki korábban asszisztenseként dolgozott.